# Rio Fundătura (Borşa)
O Rio Fundătura é um rio da Romênia, afluente do Borşa, localizado no distrito de Cluj.